# Sierpniowe wieloryby
Sierpniowe wieloryby (ang. The Whales of August) – amerykański dramat filmowy z 1987 roku w reżyserii Lindsaya Andersona z wiekowymi gwiazdami kina Bette Davis i Lillian Gish w rolach głównych. Film powstał na podstawie sztuki Davida Berry'ego. Zdjęcia kręcono w stanie Maine. Obraz otrzymał jedną nominację do Oscara.

## Opis fabuły
Dwie sędziwe, owdowiałe siostry Elizabeth Mae „Libby” (Bette Davis) i Sarah (Lillian Gish), jak co roku spędzają lato w domku letniskowym w Maine. Obydwie wiodą samotne życie, oddając się rozmowom o przemijaniu i nieuchronnej śmierci i wspominają coroczne migracje wielorybów, które obserwowały jako młode dziewczyny. Sarah opiekuje się swą starszą siostrą, niewidomą, obdarzoną trudnym charakterem „Libby”. Jednak w pewnym momencie z pewną propozycją przychodzi sąsiadka sióstr, Letitia „Tisha” (Ann Sothern).

## Obsada
- Bette Davis – Elizabeth Mae „Libby” Logan-Strong
- Lillian Gish – Sarah Louise Logan-Webber
- Vincent Price – Nichol–Maranov
- Ann Sothern – Letitia „Tisha” Benson-Doughty
- Harry Carey Jr. – Joshua Brackett
- Frank Grimes – pan Beckwith
- Margaret Ladd – młoda Elizabeth Mae
- Tisha Sterling – młoda Letitia
- Mary Steenburgen – młoda Sarah
- Frank Pitkin – stary Randall
- Mike Bush – młody Randall